# Deutsches Meisterschaftsrudern 1962
Das 73. Deutsche Meisterschaftsrudern wurde 1962 in Mainz ausgetragen. Wie bereits im Vorjahr wurden insgesamt Medaillen in 16 Bootsklassen vergeben. Davon 12 bei den Männern und 4 bei den Frauen.

## Medaillengewinner

### Männer
| Bootsklasse                           | Gold | Silber | Bronze |
| ------------------------------------- | --- | --- | --- |
| Einer                                 | Edgar Heidorn (Deutscher Ruder-Club von 1884) | Jost Krause-Wichmann (RC Saar) | Christian Stewens (ETuF Essen) |
| Doppelzweier                          | Rgm. Kasteler RuKG 1880 / RC Saar Josef Steffes-Mies Jost Krause-Wichmann | Rgm. RC Germania Düsseldorf / RV Emscher Jochen Berendes Albrecht Müller | RC Holzminden Manfred Misselhorn Helmut Schulz |
| Zweier ohne Steuermann                | RV Neptun Konstanz Günther Zumkeller Dieter Bender | RC Germania Düsseldorf Horst Effertz Günter Schroers | Hanauer RC Hassia Klaus Kaiser Tassilo Körner |
| Zweier mit Steuermann                 | RC Nassovia Höchst Wolfgang Neuß Klaus-Günther Jordan Frank Steinhäuser (Stm.)                                                                                               | RG Bottrop August Schnabel Kurt Gabriel Norbert Laurich (Stm.) | Keine weiteren Boote am Start. |
| Vierer ohne Steuermann                | Rgm. Lübecker RG von 1885 / Erster Kieler RC von 1862 Christian Prey Peter Paustian Dagobert Thometschek Gerd Wolter                                                         | ATV Ditmarsia Kiel Karl-Heinz Hopp Klaus Bittner Kraft Schepke Frank Schepke | WSV Mülheim Klaus Plath Hans-Joachim Beins Gerd Mühlemeier Jürgen Lischewski                                                                                       |
| Vierer mit Steuermann                 | Berliner RC Bernd-Jürgen Marschner Peter Neusel Bernhard Britting Manfred Ross Jürgen Oelke (Stm.)                                                                           | Rgm. Lübecker RG von 1885 / Erster Kieler RC von 1862 Christian Prey Peter Paustian Dagobert Thometschek Gerd Wolter Wolfgang Scheel (Stm.)                                                                      | RC Nassovia Höchst Otto Bell Horst Timpe Wolfgang Neuß Klaus-Günther Jordan Frank Steinhäuser (Stm.)                                                               |
| Achter                                | Ratzeburger RC Horst Meyer Jürgen Plagemann Klaus Aeffke Klaus Behrens Hans-Jürgen Wallbrecht Karl-Heinrich von Groddeck Ingo Kliefoth Bernd Kruse Thomas Ahrens (Stm.)      | RC Favorite Hammonia Norbert Jürss Detlev Sewczyk Günter Schmitz Rembert Schmuhl Henning Clüver Bernd Speerschneider Wolfgang Denzler Manfred Sturm Dietrich Gebbert (Stm.)                                      | Berliner RC Wolfgang Tietenberg Detlef Raatz Joachim Schulz Peter Riff Bernd-Jürgen Marschner Peter Neusel Bernhard Britting Manfred Ross Jürgen Oelke (Stm.)      |
| Leichtgewichts-Einer                  | Ernst Rühl (RG Wetzlar 1880) | Jost Segebrecht (Frankfurter RC 1884) | Eugen Braun (Frankfurter RC Fechenheim 1887) |
| Leichtgewichts-Doppelzweier           | Rgm. Limburger CfW / RG Wetzlar 1880 Helmut Martin Ernst Rühl | Stuttgart-Cannstatter RC von 1910 Walter Scheller Siegfried Radandt | Mannheimer RC von 1875 Karl-Heinz Schreyer Peter Klein |
| Leichtgewichts-Vierer ohne Steuermann | Lübecker RG von 1885 Hans-Werner Borgmann Peter Schäper Bernt Borchert Joachim Strehl                                                                                        | Dormagener RG Bayer Hans-Theo Plaar Gerhard Ohligschläger Eckhard Bartz Karl-Heinz Becker | RK am Wannsee Peter Dörscher Jörg Meyer Dirk von Bremen Gerd Kattein                                                                                               |
| Leichtgewichts-Vierer mit Steuermann  | Lübecker RG von 1885 Hans-Werner Borgmann Peter Schäper Bernt Borchert Joachim Strehl Jens Hornemann (Stm.)                                                                  | Düsseldorfer RV 1880 Fritz Kersting Hilmar Sonnenberg Claus Collet Jürgen Werner Adalbert Behrendt (Stm.) | Münchener RC von 1880 Theo Ransmayer Friedrich Rothermel Heinrich Fischer Rudolph Dietges Hans-Peter Hückel (Stm.)                                                 |
| Leichtgewichts-Achter                 | Mainzer RV von 1878 Peter Kreusser Gerhard Kirch Dieter Watrin-Göllner Ludwig Nastansky Hans-Günter Dolezilek Ortwin Gießler Alf Stephan Diethard Schmahl Knut Hübner (Stm.) | Rgm. Deutscher Ruder-Club von 1884 / Hannoverscher RC von 1880 Heinz Farin Jochen Schönfeldt Karl-Heinz Günther Gerd Weingardt Uwe Büttner Wolfgang Neumeister Horst Mertens Jürgen Günther Kurt Herrmann (Stm.) | Lübecker RG von 1885 Manfred Krüger Peter Lehmensiek-Starke Klaus Giese Reinhold Pahlke Ernst Peter Uwe Jacobs Bernt Borchert Joachim Strehl Achim Beckmann (Stm.) |

### Frauen
| Bootsklasse                             | Gold | Silber | Bronze |
| --------------------------------------- | --- | --- | --- |
| Einer                                   | Karen Wolf (Brandenburger RK)                                                                                 | Elke Ibach (RV Bochum von 1920)                                                                           | Annemarie Rupprecht (Passauer RV von 1874)                                                                    |
| Doppelzweier                            | Duisburger RV Ingrid Scholz Hannelore Meyer                                                                   | Offenbacher RG Undine 1876 Gerlinde Krüger Monika Oswald                                                  | Keine weiteren Boote am Start.                                                                                |
| Doppelvierer mit Steuerfrau             | RC Tegel 1886 Renate Berndt Rosemarie Land Eva Tübcke Renate Hinkelmann Gisela Schröder (Stf.)                | RK am Baldeneysee Renate Wenderoth Waltraud Runde Gisela Kahmann Sigrid Wenderoth Claudia Bergmann (Stf.) | Kölner RG 1891 Helga Rabe Karin Picker Susanne Kleinmeyer Helga Esser Inge Hertel (Stf.)                      |
| Doppelvierer Stilrundern mit Steuerfrau | Hamburger RC von 1925 Heidi Fieck Renate Wulff Gerhild Kuchenbecker Brigitta Heinig Rosemarie Leithoff (Stf.) | Lauffener RC Neckar Erika Kämpf Inge Kunkel Maria Herzog Ingrid Bahm Birgit Reger (Stf.)                  | ETuF Essen Christine Hortenbach Edelgard Schneider Marianne Küper Annemarie Niederhoff Erika Winnemann (Stf.) |